# Todos tenemos un plan
Todos tenemos un plan es una película hispano-argentina dramática y de thriller de 2012 coescrita y dirigida por Ana Piterbarg y protagonizada por Viggo Mortensen, Soledad Villamil y Daniel Fanego. Se filmó en Buenos Aires durante 2011 y se estrenó en Argentina el 30 de agosto de 2012 y el 7 de septiembre en España. Fue producida por Axel Kuschevatzky y los productores de El secreto de sus ojos, película argentina ganadora del Óscar a la mejor película de habla no inglesa.

## Sinopsis
Agustín (Viggo Mortensen) es un hombre desesperado por abandonar lo que paulatinamente se ha convertido en una frustrante existencia tras vivir durante años en Buenos Aires. Después de la muerte de Pedro (Viggo Mortensen), su hermano gemelo, Agustín se dispone a empezar una nueva vida asumiendo la identidad de Pedro y retornando a la misteriosa región del Delta del Paraná, donde transcurrió la infancia de ambos hermanos. Sin embargo, poco tiempo después de su regreso, Agustín se ve involuntariamente implicado en el peligroso mundo criminal del que su hermano había formado parte.

## Locaciones
El film fue rodado en gran parte en la Ciudad de Buenos Aires y por otro lado fue rodada en el Delta de Tigre, lo cual le dio esa estética y clima tan característico y marcado al largometraje.

## Reparto
- Viggo Mortensen ... Agustín / Pedro
- Soledad Villamil ... Claudia
- Daniel Fanego ... Adrián
- Javier Godino ... Rubén
- Sofía Gala Castiglione ... Rosa
- Oscar Alegre ... Amadeo Mendizábal
- Florencia de la V ... Analía Drayfuss
- Carolina Román
- Joaquín Daniel
- Sergio Boris ... Francisco Mendizábal
- Alberto Ajaka ... Fernando Mendizábal